# Cormeray
 Cormeray  es una población y comuna francesa, en la región de Centro, departamento de Loir y Cher, en el distrito de Blois y cantón de Contres.

## Demografía
| 711 | 650 | 524 | 781 | 917 | 1038 |
| Para los censos de 1962 a 1999 la población legal corresponde a la población sin duplicidades (Fuente: INSEE [Consultar]) |     |     |     |     |      |